# Презумпция добросовестности
Презумпция добросовестности — Один из фундаментальных принципов в Российском гражданском праве, при котором любой участник правоотношений считается добросовестно исполняющим свои обязанности перед другими лицами до тех пор, пока не будет установлено и доказано обратное. Презумпция добросовестности установлена п. 5 ст. 10 Гражданского кодекса РФ.

## Развитие принципа добросовестности в иных отраслях
Презумпция невиновности — Закреплённое в уголовном праве понятие, в соответствии с которым лицо, подозревающееся в совершении преступления считается невиновным до тех пор, пока его вина не будет доказана в судебном порядке.
Бремя доказывания обстоятельств — Закреплённая в судебном праве (ГПК, АПК) обязанность лица, оспаривающего добросовестность другого лица, предоставлять доказательства, свидетельствующие о такой недобросовестности.
Презумпция добросовестности налогоплательщика — презумпция, введенная в налоговое право Конституционным судом Российской Федерации, в своих актах установившим, что недобросовестный налогоплательщик не может пользоваться теми льготами и защитными механизмами, которые предусматривает налоговое законодательство, в случае если их использование направлено исключительно на получение выгод, предусмотренных налоговым законодательством, а не является следствием реального социального или иного общественно-значимого эффекта от деятельности налогоплательщика, со стремлением к которому законодатель связывает применение таких льгот и механизмов. При этом Конституционным судом указано, что любой налогоплательщик считается добросовестным до тех пор, пока налоговым органом надлежащим образом не будет доказано обратное. То есть, любой налогоплательщик считается действующим добросовестно и подлежит защите с использованием всех механизмов, предусмотренных действующим налоговым законодательством, если только налоговым органом не доказана его недобросовестность.

## Признаки добросовестного и недобросовестного поведения
Признаками добросовестного поведения могут быть такие действия лица, когда оно:
• учитывает права и законные интересы другой стороны;
• содействует другой стороне, помогает ей получить необходимую информацию;
• активно пытается предотвратить причинение вреда другой стороне;
• предупреждает контрагента, который не является профессиональным участником правоотношений, о необходимости дополнительных действий, прямо не предусмотренных договором, но влияющих на качество результата.

Примеры недобросовестного поведения:
Чаще всего недобросовестное поведение выражается в злоупотреблении правом, когда кто-то выполняет свои обязанности, реализует или защищает свои права во вред иным лицам, например:
• включает в договор явно обременительные условия;
• заключает мнимую или притворную сделку;
• не предоставлении или отказ на защиту закона;
• пытается обойти закон.